# Ibolya Csák
Ibolya Csák (Budapeste, 6 de janeiro de 1915 – 10 de fevereiro de 2006) foi uma atleta húngara, campeã olímpica do salto em altura.
Sua vitória nos Jogos Olímpicos de Berlim, em 1936, foi uma das mais apertadas da história dos Jogos. Três atletas passaram a marca de 1,60 m mas nenhuma conseguiu saltar 1,62 m nas três tentativas oficiais. Os juízes da prova então ofereceram às atletas uma quarta e última oportunidade, permitida pelo regulamento da época, e Ibolya foi a única a conseguir ultrapassar a marca.
Em 1938, ela venceu o Campeonato Europeu de Atletismo de maneira não-usual, após a desclassificação da primeira colocada, a alemã Dora Ratjen, que na verdade descobriu-se ser um homem, Heinrich, que competia como mulher a pedido da direção da Juventude Hitlerista, desde os Jogos de Berlim, onde ficou em quarto na prova em que Ibolya conquistou o ouro. A marca conseguida por ela, 1,64m, permaneceu como recorde húngaro até 1962.
Ibolya começou praticando ginástica em 1929 até 1932, passando então para o atletismo, até 1939, quando abandonou as competições. Ela foi a campeã nacional húngara da prova por nove vezes consecutivas e bicampeã no salto em distância. Entre 1936 e 1970, trabalhou como telefonista na Casa da Moeda da Hungria.